# Real Salt Lake
O Real Salt Lake, também conhecido apenas como Real e cujo acrônimo é RSL, é um clube americano de futebol sediado em Sandy, na região metropolitana de Salt Lake City, em Utah. Fundado em 14 de julho de 2004, o clube é desde 2005 uma das franquias da Major League Soccer.
Seu maior rival é o Colorado Rapids, com quem desde 2005 disputa a Rocky Mountain Cup.

## História

### Primeiros Anos (2005-2008)

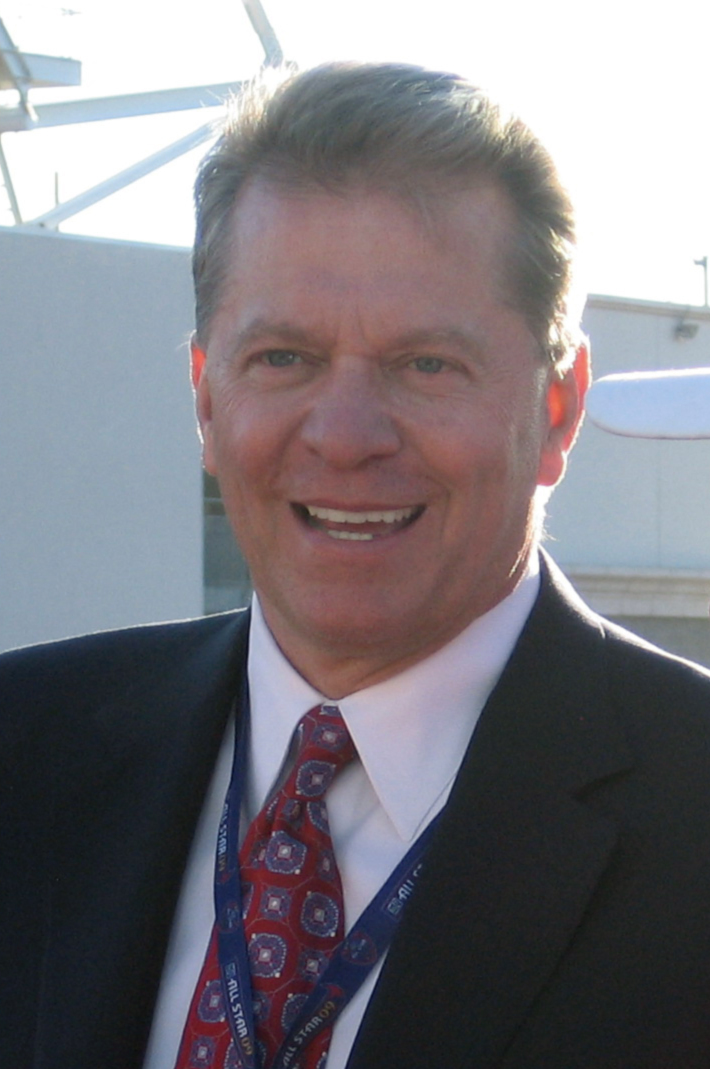
Dave Checketts, fundador do Real Salt Lake

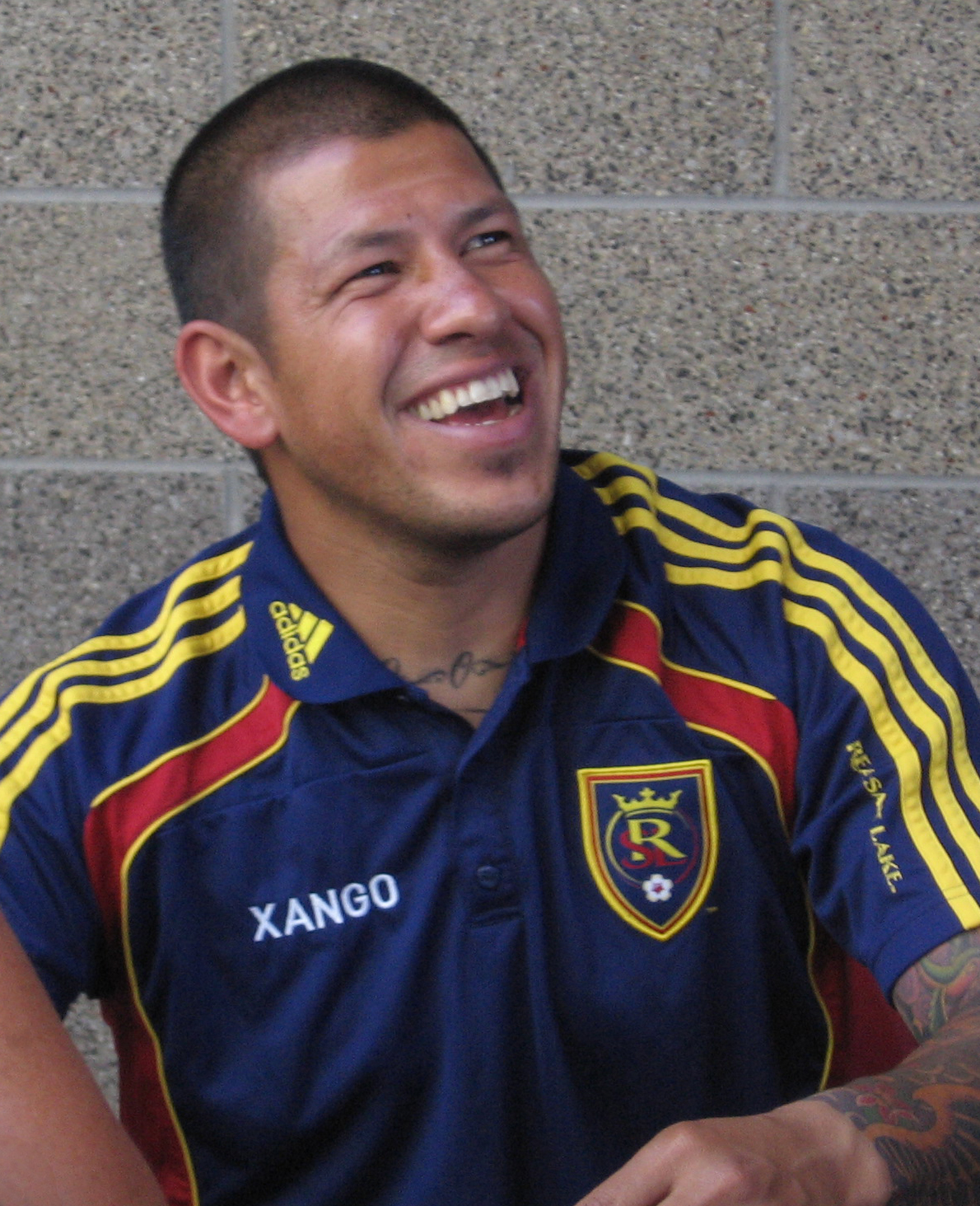
Nick Rimando, jogador com mais partidas pelo Real

No dia 14 de julho de 2004, a Major League Soccer anunciou que a empresa SCP Worldwide, liderada por Dave Checketts, havia adquirido o direito de ter uma franquia da liga em Salt Lake City. A equipe, ao lado do também recém criado Chivas USA, estrearia na competição em 2005.
O nome Real se deu por influência do Real Madrid, equipe pela qual Dave tinha enorme admiração. O anúncio do nome ocorreu em 9 de outubro de 2004. Outros nomes foram cogitados, como a utilização do nome de antigas equipes como Utah Golden Spikers e Utah Blitzz. O Blitzz inclusive cedeu jogadores e diretores ao Real Salt Lake após anunciar sua extinção para não fazer concorrência com o RSL.
No dia 17 de novembro de 2004, foi anunciada a primeira contratação do clube. Jason Kreis foi contratado do Dallas Burn e é até hoje o maior ídolo da história do clube, tendo inclusive seu número aposentado. O primeiro elenco do clube também contou com outros jogadores importantes, tais como Clint Mathis, Eddie Pope e Jeff Cunningham.A primeira partida oficial do Real pela MLS foi no dia 2 de abril de 2005 contra o New York MetroStars no Giants Stadium. Em sua primeira temporada, não conseguiu se classificar para os playoffs da MLS e não fez boa campanha na US Open Cup, sendo eliminado na terceira fase para o Minnesota Thunder. Na temporada seguinte voltaria a ser eliminado da conferência oeste e foi desclassificado da US Open Cup para o Colorado Rapids.
Em 11 de dezembro de 2006, através de uma troca com Freddy Adu, o Real traz do D.C. United Nick Rimando.  Porém, mesmo com a contratação e a presença de outros nomes no elenco como Chris Klein e Carey Talley, o clube não conseguiu boa campanha na MLS. Na tentativa de fazer o time evoluir, John Ellinger foi demitido do cargo de técnico e Jason Kreis se aposentou para assumir o cargo de técnico do clube. Ainda assim, o Real não se classificou aos playoffs em 2007.
A temporada de 2007 poderia ter sido a última do Real Salt Lake. O time desde de sua fundação estava em busca de construir o seu próprio estádio. Porém as negociações para ter seu próprio estádio não estavam avançando, com isso Dave Checketts ameaçou vender a franquia para outra cidade. Entre as cidades interessadas, apareceram Rochester, Nova Iorque e  St. Louis, Missouri. Porém, o senado estadual de Utah aprovou a construção do estádio em um terreno em Sandy, cidade a 19 km de Salt Lake City. A inauguração do Rio Tinto Stadium ocorreu em 9 de outubro de 2008.

#### Título da Major League Soccer e participação da Liga dos Campeões da Concacaf
Em 22 de novembro de 2009, o Real Salt Lake conquista pela primeira vez, a MLS Cup. Empatou com o Los Angeles Galaxy em 1x1 no tempo normal e venceu nos pênaltis por 5x4. Em 2010, foi vice campeão da MLS Supporters' Shield.

#### Participação da Liga dos Campeões da Concacaf
A vitória na MLS Cup lhe permitiu participar pela primeira vez em sua história da Liga dos Campeões da CONCACAF, na temporada 2010-2011 e em 5 de abril de 2011, chegou às semifinais da competição. Com uma vitória de 2x0 em casa contra o Deportivo Saprissa e uma derrota de 2x1 para essa mesma equpe fora, fazendo um placar agredado favorável de 3x2, o Real Salt Lake chegou, pela primeira vez em sua história, à grande final da competição.

## Nome
O título espanhol Real, que significa "Royal" em inglês, tem sido usado pelos clubes espanhóis de futebol  desde o século XX, quais recebem apoio real do monarca atual - clubes como Madrid, Zaragoza, Betis, e Sociedad. Ao escolher o nome Real por esse time baseado em Salt Lake City, EUA, o dono inicial Dave Checketts teve a intenção de criar uma marca famosa por sua simplicidade e seguiu as convenções da liga Européia. Também Checketts potencialmente formaria uma parceria com Real Madrid, um time admirado por seu sucesso em futebol e associação perto com basquete (parecida à historia de Checketts com a time NBA de Utah).
A reação local sobre o nove nome foi cheia de emoçoēs misturadas, o povo de Utah acusou-o de ser afetado demais. Outras ideias para nomes foram: "Highlanders," pelas Montanas Rochosas e a Cordilheira Wasatch que ficam no Utah. Uma outra ideia popular era: "Latter Day Saint FC" em referência à religão popular dos Mórmons, Ou ainda "Salt Lake SC", ou "Union SLC." No entanto, até 2014, a reação local melhorou muito. Agora, em 2024, 10 anos depois, o nome "Real Salt Lake" tornou-se uma identidade do estado.

## Estádios
| Nome                | Localização    | Anos de Uso   |
| ------------------- | -------------- | ------------- |
| Rice-Eccles Stadium | Salt Lake City | 2005–2008     |
| Rio Tinto Stadium   | Sandy          | 2008–presente |

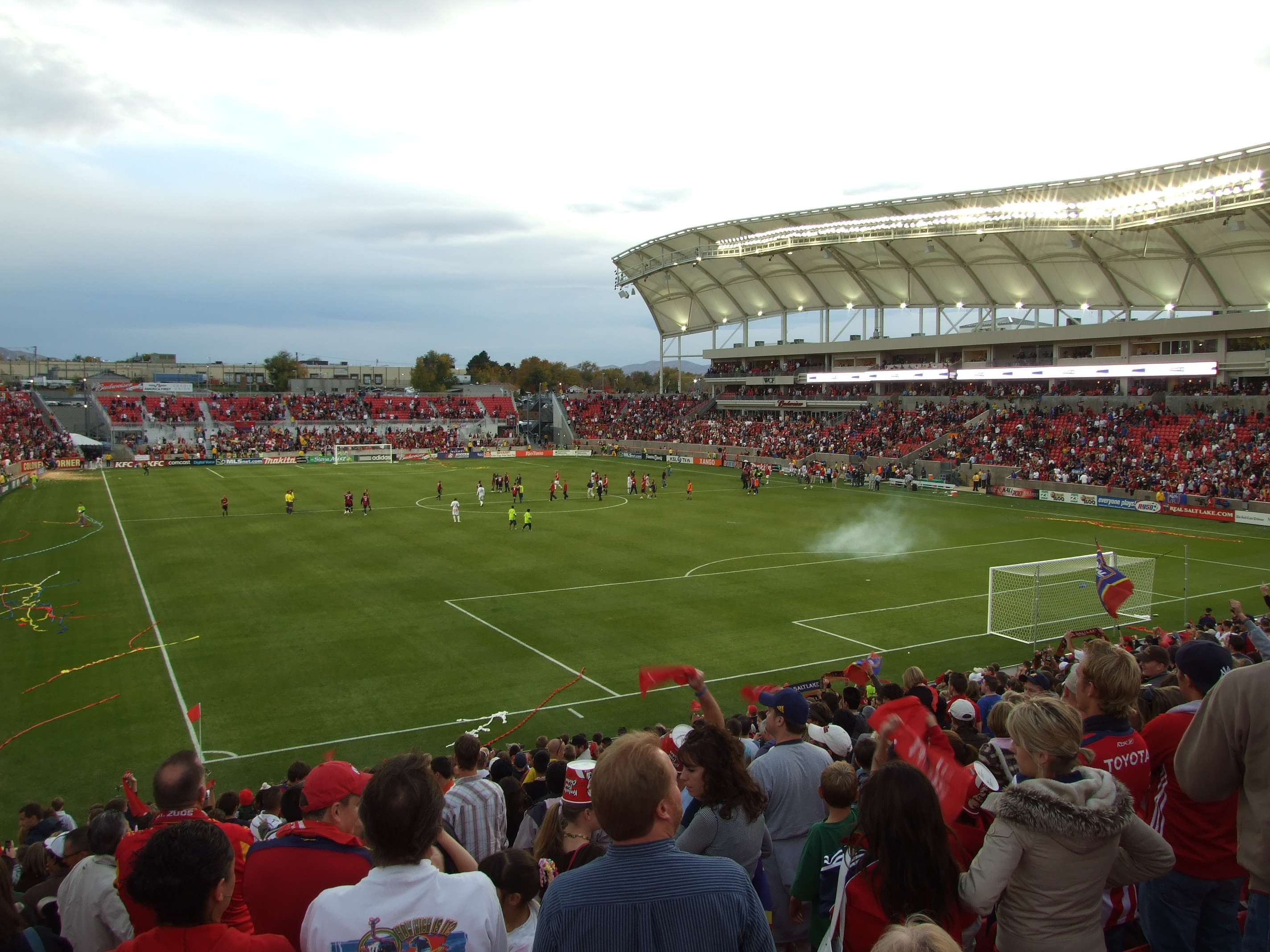
Rio Tinto Stadium, casa do RSL desde 2008

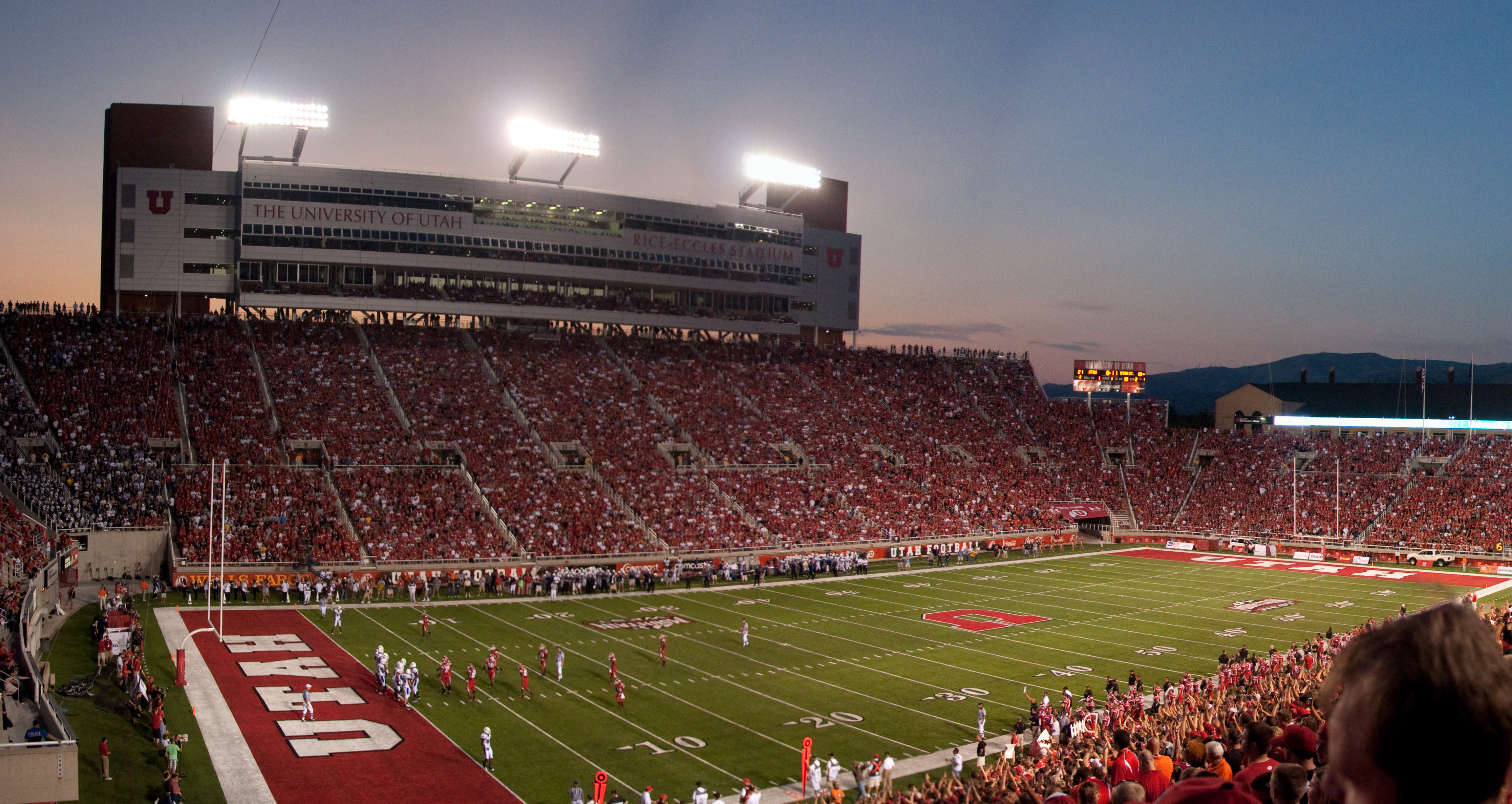
Rice-Eccles Stadium, Casa do RSL entre 2005 e 2008

Entre 2005 e 2008 o Real Salt Lake jogou no Rice-Eccles Stadium, estádio em Salt Lake City pertencente a Universidade de Utah e foi sede dos Jogos Olímpicos de Inverno de 2002.
Desde 2008, o clube manda suas partidas no Rio Tinto Stadium. Com 20.213 lugares, está localizado na cidade de Sandy, cidade próxima a Salt Lake City. O Rio Tinto Stadium, apelidado de RioT pelos torcedores, foi inaugurado no dia 9 de outubro de 2008, em um jogo do Real Salt Lake contra o New York Red Bulls.
Desde 2008 o naming rights do estádio pertencem ao Grupo Rio Tinto. Em 2009 o RioT foi sede da MLS All-Star.

### Mascote

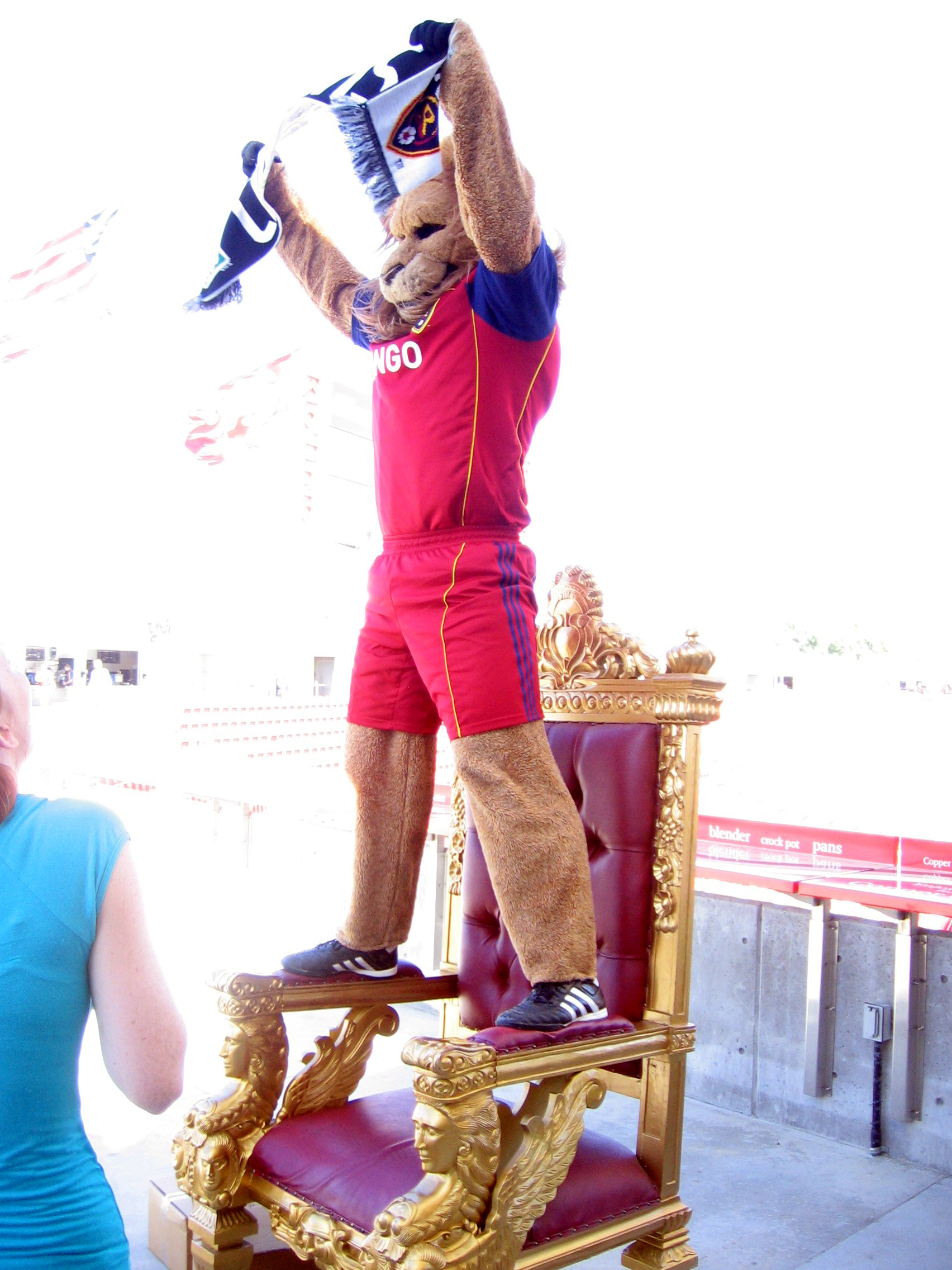
Leo the Lion

Em 15 de abril de 2006, o Real Salt Lake apresentou oficialmente o seu mascote: um leão com uma coroa chamado Leonardo.

### Nome
A origem do nome vem do clube espanhol Real Madrid. Por esse motivo o clube apresenta o nome "Real", dado o exposto que o mesmo seja de origem espanhola, sendo a palavra "Royal" o equivalente em inglês.

### Cores
De acordo com Dave Checketts, a escolha das cores azul e vermelho para serem as cores principais do time se deu através da utilização das cores das duas principais universidades de Utah, a Universidade de Utah (vermelho) e a Universidade Brigham Young (azul). As duas universidades disputam um clássico chamado Guerra Santa, um dos clássicos de maior rivalidade dentro do futebol universitário americano.

### Hino
O hino do Real Salt Lake foi composto por Branden Steineckert, baterista da banda Rancid. Steineckert, que é torcedor do Real, postou a música no Youtube e acabou sendo adotado como hino oficial da equipe. O nome do hino se chama believe.

## Títulos
| NACIONAIS      | NACIONAIS         | NACIONAIS | NACIONAIS  |
|                | Competição        | Venceu    | Temporadas |
| -------------- | ----------------- | --------- | ---------- |
|                | MLS Cup           | 1         | 2009       |
| REGIONAIS      |                   |           |            |
|                | Competição        | Venceu    | Temporadas |
| Estados Unidos | Conferência Oeste | 1         | 2013       |
| Estados Unidos | Conferência Leste | 1         | 2009       |

### Outros troféus
- Rocky Moutain Cup (7): 2007, 2008, 2009, 2010, 2011, 2012, 2014
- Carolina Challenger Cup (1): 2009
- Desert Diamond Cup (1): 2015

### Outras campanhas de destaque

#### Internacionais
- Liga dos Campeões da CONCACAF: 2º lugar - 2010/2011

#### Nacionais
- MLS Cup: 2º lugar - 2013
- MLS Supporters' Shield: 2º lugar - 2010; 3º lugar - 2011; 4º lugar - 2013, 2014
- MLS Reserve Division: 3º lugar - 2008; 4º lugar - 2006
- US Open Cup: 2º lugar - 2013

## Estatísticas

### Participações
|  | Participações em 2020 |

| Competição     | Competição                    | Temporadas | Melhor campanha        | Estreia | Última  | P | R |
| Estados Unidos | Major League Soccer           | 16         | Campeão (2009)         | 2005    | 2020    |   |   |
| Estados Unidos | Lamar Hunt U.S. Open Cup      | 12         | Vice-Campeão (2013)    | 2005    | 2020    |   |   |
|                | Liga dos Campeões da CONCACAF | 3          | Vice-campeão (2010–11) | 2015–16 | 2016–17 |   |   |

### Recordes
Última atualização: 25 de outubro de 2024.
| Goleadores |                |                    |      |       |                      |
| Po.        | País           | Jogador            | Gols | Jogos | Anos                 |
| 1º         | Costa Rica     | Álvaro Saborío     | 63   | 127   | 2010–2015            |
| 2º         | Argentina      | Javier Morales     | 49   | 240   | 2007–2016            |
| 3º         | Croácia        | Damir Kreilach     | 47   | 151   | 2018–2023            |
| 4º         | Equador        | Joao Plata         | 46   | 175   | 2013–2019            |
| 5º         | Eslováquia     | Albert Rusnák      | 41   | 140   | 2017–2021            |
| 6º         | Estados Unidos | Robbie Findley     | 36   | 137   | 2007–2010, 2013–2014 |
| 7º         | Argentina      | Fabián Espíndola   | 35   | 125   | 2007–2012            |
| 7º         | Venezuela      | Jefferson Savarino | 35   | 125   | 2017–2019, 2022-2024 |
| 9º         | Arménia        | Yura Movsisyan     | 31   | 110   | 2007–2009, 2016–2017 |
| 10º        | Estados Unidos | Kyle Beckerman     | 30   | 350   | 2007–2020            |

| Assistências |                |                    |        |       |                      |
| Po.          | País           | Jogador            | Assis. | Jogos | Anos                 |
| 1º           | Argentina      | Javier Morales     | 81     | 240   | 2007–2016            |
| 2º           | Equador        | Joao Plata         | 43     | 175   | 2013–2019            |
| 3º           | Eslováquia     | Albert Rusnák      | 39     | 140   | 2017–2021            |
| 3º           | Estados Unidos | Kyle Beckerman     | 39     | 350   | 2007–2020            |
| 5º           | Venezuela      | Jefferson Savarino | 33     | 125   | 2017–2019, 2022-2024 |
| 6º           | Jamaica        | Andy Williams      | 29     | 189   | 2005–2011            |
| 7º           | Croácia        | Damir Kreilach     | 24     | 151   | 2018–2023            |
| 8º           | Cuba           | Maikel Chang       | 20     | 124   | 2018–Presente        |
| 9º           | Guatemala      | Aaron Herrera      | 19     | 124   | 2018–2022            |
| 10º          | Argentina      | Fabián Espíndola   | 17     | 125   | 2007–2012            |

| Mais Jogos |                |                |       |      |                      |
| Po.        | País           | Jogador        | Jogos | Gols | Anos                 |
| 1º         | Estados Unidos | Nick Rimando   | 369   | 0    | 2007–2019            |
| 2º         | Estados Unidos | Kyle Beckerman | 350   | 30   | 2007–2020            |
| 3º         | Estados Unidos | Chris Wingert  | 247   | 2    | 2007–2014, 2016–2017 |
| 4º         | Estados Unidos | Tony Beltran   | 245   | 1    | 2008–2019            |
| 5º         | Estados Unidos | Justen Glad    | 241   | 13   | 2013–Presente        |
| 6º         | Argentina      | Javier Morales | 240   | 49   | 2007–2016            |
| 7º         | Estados Unidos | Nat Borchers   | 205   | 10   | 2008–2014            |
| 8º         | Jamaica        | Andy Williams  | 189   | 14   | 2005–2011            |
| 9º         | Equador        | Joao Plata     | 175   | 46   | 2013–2019            |
| 10º        | Colômbia       | Jámison Olave  | 159   | 13   | 2008–2012, 2015–2016 |

| Mais Partidas Sem Levar Gols |                |                |               |       |               |
| Po.                          | País           | Jogador        | Jogos s/ gols | Jogos | Anos          |
| 1º                           | Estados Unidos | Nick Rimando   | 118           | 369   | 2007–2019     |
| 2º                           | Estados Unidos | Zac MacMath    | 30            | 98    | 2020-Presente |
| 3º                           | Estados Unidos | Andrew Putna   | 6             | 22    | 2018-2021     |
| 4º                           | México         | David Ochoa    | 5             | 26    | 2019–2022     |
| 4º                           | Estados Unidos | Jeff Attinella | 5             | 29    | 2013–2016     |
| 6º                           | Estados Unidos | Kyle Reynish   | 4             | 8     | 2007–2012     |
| 6º                           | Estados Unidos | D. J. Countess | 4             | 27    | 2005          |
| 6º                           | Estados Unidos | Scott Garlick  | 4             | 31    | 2006-2007     |
| 9º                           | Estados Unidos | Gavin Beavers  | 3             | 18    | 2022-Presente |
| 10º                          | Estados Unidos | Matt Van Oekel | 1             | 7     | 2017          |
| 10º                          | Estados Unidos | Chris Seitz    | 1             | 7     | 2007–2009     |

### Números Aposentados
| No. | Jogador     | Posição  | Nacionalidade  | Anos      |
| --- | ----------- | -------- | -------------- | --------- |
| 9   | Jason Kreis | Atacante | Estados Unidos | 2005–2007 |

### Desempenhos

#### Partidas Internacionais
Desde 2005 o clube disputou diversas partidas internacionais, incluindo duas seleções nacionais, a Seleção Chinesa e a Seleção Fijiana. Essa lista não conta os adversários canadenses, visto que os mesmos também participam da Major League Soccer.

## Clássicos

### Real Salt Lake x Colorado Rapids
O Colorado Rapids, do estado de Colorado, é o principal rival do Real Salt Lake. Eles disputam todo o ano um torneio chamado Rocky Mountain Cup, no qual se compara todos os jogos entre essa duas equipes e o que tiver mais vitória naquele ano leva a taça do torneio.

## Real Monarchs
Seguindo o passos de outras equipes da Major League Soccer, o Real Salt Lake fundou em 25 de fevereiro de 2014 uma equipe afiliada na USL, equivalente a terceira divisão dos Estados Unidos. A equipe é na prática uma equipe reserva do Real Salt Lake.